# Pluszogłówka
Pluszogłówka, diadema (Catamblyrhynchus diadema) – gatunek małego ptaka z rodziny tanagrowatych (Thraupidae), jedyny przedstawiciel podrodziny pluszogłówek (Catamblyrhynchinae). Zamieszkuje Andy i inne łańcuchy górskie Ameryki Południowej. Nie jest zagrożony wyginięciem.

## Systematyka
Pewna odmienność pluszogłówki od pozostałych ptaków z rodziny trznadlowatych, do której była dawniej zaliczana, powodowała rozbieżności w klasyfikacji tego gatunku. Gatunek ten klasyfikowano do oddzielnej podrodziny pluszogłówki (Catamblyrhynchinae) Ridgway, 1901, w ramach rodziny trznadlowatych. Obecnie przyjmuje się, że jest bliżej spokrewniona z tanagrowatymi.
IOC wyróżnia 3 podgatunki:
- C. d. federalis Phelps & Phelps Jr, 1953 – północna Wenezuela
- C. d. diadema Lafresnaye, 1842 – północna Kolumbia i północno-zachodnia Wenezuela po południowy Ekwador
- C. d. citrinifrons von Berlepsch & Stolzmann, 1896 – Peru, Boliwia i północno-zachodnia Argentyna

## Morfologia
Długość ciała 14 cm; masa ciała: samce średnio 14,9 g, samice średnio 13,4 g. Obie płcie są do siebie podobne.

## Status
IUCN uznaje pluszogłówkę za gatunek najmniejszej troski (LC, Least Concern) nieprzerwanie od 2004 roku. Wcześniej była zaliczana do kategorii LR/LC (Lower Risk/Least Concern). Liczebność populacji nie została oszacowana, ale ptak ten opisywany jest jako dość pospolity. Trend liczebności populacji uznawany jest za spadkowy ze względu na niszczenie siedlisk.